# Lagunes (region)
Lagunes – dawny region Wybrzeża Kości Słoniowej, funkcjonujący w latach 1997–2011. Powierzchnia wynosiła 13 323 km², zaś populacja w 1998 roku 3 733 413 osób. Stolicą Lagunes był Abidżan.

## Likwidacja
Region Lagunes został zlikwidowany w ramach reformy administracyjnej w 2011 roku, kiedy wprowadzono dystrykty jako jednostki pierwszego rzędu. Obszar Lagunes podzielono pomiędzy Dystrykt Autonomiczny Abidżan oraz dystrykt Lagunes.